# Bari permanganat
Bari permanganat là một hợp chất vô cơ với công thức hóa học Ba(MnO4)2.

## Điều chế
Bari permanganat có thể được tạo ra bằng phản ứng dị phân của bari manganat trong dung dịch acid yếu, hoặc oxy hóa bari manganat với các chất oxy hóa mạnh. Các chế phẩm dựa vào phản ứng nước của bari permanganat là quá trình rất chậm do độ hòa tan thấp của manganat.

## Phản ứng
Acid permanganic có thể được điều chế bằng phản ứng của acid sulfuric pha loãng với dung dịch bari permanganat, phụ phẩm bari sulfat không hòa tan được loại bỏ bằng cách lọc:
Ba(MnO4)2 + H2SO4 → 2HMnO4 + BaSO4↓
Acid sulfuric sử dụng phải pha loãng; phản ứng của permanganat với acid sulfuric đặc tạo ra anhydride, mangan heptoxide.